# Schur-felbontás
Egy komplex elemű, négyzetes A mátrix Schur-felbontásán a következőt értjük:
{\displaystyle A=QUQ^{-1}=QU{\overline {Q}}^{T}}
ahol Q unitér mátrix, ezért az inverze megegyezik az (elemenkénti) konjugáltjának transzponáltjával ({\displaystyle Q^{-1}=Q^{*}}), U pedig felső háromszögmátrix és A Schur-alakjának nevezzük. Mivel U~A, ezért U főátlójában az eredeti A mátrix sajátértékei vannak.